# سیارک ۲۸۰۸
سیارک ۲۸۰۸ (به انگلیسی: 2808 Belgrano، نامگذاری:1976HS) دو هزار و هشتصد و هشتمین سیارک کشف شده‌است که در ۲۳ آوریل ۱۹۷۶ کشف شد.
قدر مطلق سیارک برابر ۱۱٫۰۰ است.